# Stefan Schwarz
Hans-Jürgen Stefan Schwarz (Malmö, Suecia, 18 de abril de 1969) es un exfutbolista sueco. Jugaba como centrocampista, militó en grandes equipos de Europa y con la selección de Suecia disputó dos Mundiales y una Eurocopa.

## Selección nacional
Fue internacional con la selección nacional de Suecia en 69 ocasiones anotando 6 goles, participando en dos Mundiales como titular en Italia 90 y en Estados Unidos 1994, donde logró el tercer puesto, además de la Eurocopa 1992, celebrada en su país, llegando a semifinales.

## Clubes
| Club                | País       | Año       |
| ------------------- | ---------- | --------- |
| Malmö FF            | Suecia     | 1987-1990 |
| S. L. Benfica       | Portugal   | 1990-1994 |
| Arsenal F. C.       | Inglaterra | 1994-1995 |
| A. C. F. Fiorentina | Italia     | 1995-1998 |
| Valencia C. F.      | España     | 1998-1999 |
| Sunderland A. F. C. | Inglaterra | 1999-2003 |

## Palmarés

### Títulos nacionales
| Título              | Club                | País     | Año     |
| ------------------- | ------------------- | -------- | ------- |
| Allsvenskan         | Malmö FF            | Suecia   | 1987    |
| Allsvenskan         | Malmö FF            | Suecia   | 1988    |
| Copa de Suecia      | Malmö FF            | Suecia   | 1988-89 |
| Primera División    | S. L. Benfica       | Portugal | 1990-91 |
| Copa de Portugal    | S. L. Benfica       | Portugal | 1992-93 |
| Primera División    | S. L. Benfica       | Portugal | 1993-94 |
| Copa Italia         | A. C. F. Fiorentina | Italia   | 1995-96 |
| Supercopa de Italia | A. C. F. Fiorentina | Italia   | 1996    |
| Copa del Rey        | Valencia C. F.      | España   | 1998-99 |

### Títulos internacionales
| Título                    | Equipo      | Sede     | Año  |
| ------------------------- | ----------- | -------- | ---- |
| Copa Intertoto de la UEFA | Valencia CF | Valencia | 1998 |